# Camille Libar
Camille Libar   (Dudelange, 27 de desembre de 1917 - Saint-Martin-d'Ary, 9 d'octubre de 1991) fou un futbolista luxemburguès de la dècada de 1940.
Fou 24 cops internacional amb la selecció luxemburguesa.
Pel que fa a clubs, defensà els colors de Stade Dudelange, Strasbourg, Girondins de Bordeaux, Metz i Toulouse.
Com entrenador ha dirigit el Le Mans i Girondins de Bordeaux.